# FN FNS半自動手槍
FN FNS是一系列由比利时埃斯塔勒國營工廠（英語：Fabrique Nationale，簡稱：FN）旗下、位於南卡羅來納州哥倫比亞的美国分公司（FNH USA）所設計和生產的一系列半自動手槍。具有聚合物製造的底把，和分別有不鏽鋼和聚合物兩種可以選擇的套筒。這種手槍在2011年推出，並在2012年的SHOT Show（美國著名槍展）上首次亮相。發射9×19公釐帕拉貝倫和.40 S&W兩種口徑的手枪子彈。

## 設計細節
FNS半自動手槍是以FNX系列平台。FNS平台也具有類似於FNX的人體工程學設計，但是採用了雙動操作扳機（DA）、擊針發射功能。

### 操作機構
正如其他的FN手槍，FNS是一款槍管短行程後座作用操作的半自動手槍。它是一款預設撞針發射式半自動手槍，這意味著其扳機系統屬於擊錘內置式短行程純雙動操作（DAO）型。扳機扣力為25牛頓（5.62磅力）至35牛頓（7.87磅力）。
所有的衍生型還具一根錘鍛式不鏽鋼槍管、MIL-STD-1913戰術導軌、固定三點式戰鬥瞄具，和裝在右側的上膛指示器。

### 標準功能
FNS系列手槍都配備能左右手操作的彈匣釋放按鈕和套筒鎖（套筒釋放裝置、空槍掛機桿）。

### 保險
FNS具有4個標準保險功能：
1. 扳機保險（英語：Trigger Safety），類似於在格洛克手槍以上所見的，防止武器在有人意圖扣下扳機的情況外或扳機並未扣壓以下發射。[9]
2. 擊針保險（英語：Fring pin  Safety），防止擊針在不扣動扳機以下撞擊底火。[9]
3. 防跌落保險（英語：Drop Safety），防止武器在膛室處於上膛以後，阻鐵在不扣動扳機以下旋轉並且釋放擊針。[9]
4. 不到位保險（英語：Out-of-battery Safety），防止擊發阻鐵在套筒不完全向前時釋放擊針。[9]

作為第五的保險功能，FNS手槍還可以具有一個可選的手動保險。

## 衍生型
截至2012年12月，FNS-9和FNS-40手槍的衍生型僅有表面處理上差異。這兩種手槍都具有標準型黑色槍身（配備了深色氮化處理套筒和啞黑色底把）或是雙色表面處理槍身（配備了銀色不鏽鋼套筒和啞黑色底把）的版本。
在2013年的SHOT Show（美國著名槍展）之中，FNH USA推出了FNS-9和FNS-40手槍的127毫米（5英吋）槍管的長套筒型。正如字面之義，槍管和套筒（以及全長）都延長了25.4毫米（1英吋）。同樣具有標準型黑色槍身或是雙色表面處理槍身的版本。
2015年初，FNH USA推出了FNS-9和FNS-40手槍的91.44毫米（3.6英吋）槍管的緊湊型。除了縮短了槍管和套筒（以及全長），握把全長亦有所縮短。其中一個彈匣具有小指歇靠底板，而其他的則是平坦底板。9毫米和.40 S&W版本的彈匣容量分別是12發和10發。緊湊型版本也可以使用裝上了可拆卸式握把套管的全尺寸型彈匣。同樣具有標準型黑色槍身或是雙色表面處理槍身的版本。

## 使用國
- 美国：
  - FNS-40長套筒型手槍被巴爾的摩縣警察局所採用。[10]
  - 2012年，南卡羅來納州哥倫比亞警察局也改為使用FNS-9手槍。[11]
  - 2015年，亞利桑那州公共安全部開始過渡到FNS-40長套筒型手槍。
  - 奧克拉荷馬州卡斯特縣卡斯特市（英语：Custer City, Oklahoma）警察局已選定FNS-9／FNS-40為該局的制式攜帶手槍，並且配對TLR-1或TLR-2其中一款武器下掛式戰術燈。

## 資料來源
1. 1 2 3  . FNH USA.   [19 December 2012]. （原始内容存档于2013年1月20日）.
2. 1 2 3 4 5 6 7 8 9 10  . http://fnhusa.com - FNH USA Official Website. 2012  [2014-02-01]. （原始内容存档于2014-02-21）. 外部链接存在于|publisher= (帮助)
3. 1 2 3 4 5 6 7 8 9 10  . http://fnhusa.com - FNH USA Official Website. 2012  [2014-02-01]. （原始内容存档于2014-02-16）. 外部链接存在于|publisher= (帮助)
4. 1 2 3 4 5 6 7 8 9  . http://fnhusa.com - FNH USA Official Website. 2012  [2014-02-01]. （原始内容存档于2014-01-25）. 外部链接存在于|publisher= (帮助)
5. 1 2 3 4 5 6 7 8 9  . http://fnhusa.com - FNH USA Official Website. 2012  [2014-02-01]. （原始内容存档于2014-01-16）. 外部链接存在于|publisher= (帮助)
6. 1 2 3 4 5 6 7  . http://fnhusa.com - FNH USA Official Website. 2015  [2015-01-02]. （原始内容存档于2015-01-07）. 外部链接存在于|publisher= (帮助)
7. 1 2 3 4 5 6 7  . http://fnhusa.com - FNH USA Official Website. 2015  [2015-01-02]. （原始内容存档于2015-01-02）. 外部链接存在于|publisher= (帮助)
8. ↑  FNS半自動手槍是在哥倫比亞的南卡羅來納州生產，雖然套筒上印上的是“弗雷德里克斯堡，弗吉尼亞州”（Fredericksburg, VA），表明不是在原來地點（位於哥倫比亞的南卡羅來納州）製造，但是FNH USA的聯邦槍械許可證註冊地點要在其FNH USA官方網站的. FNH USA.   [19 December 2012]. （原始内容存档于2013-01-03）.）才知道。
9. 1 2 3 4 5 6  . FN Herstal.   [19 December 2012]. （原始内容存档于2011-10-07）.
10. ↑  . 2013-09-03  [2013-09-07]. （www.guns.com 原始内容 请检查|url=值 (帮助)存档于2014-02-24）.
11. ↑  .   [2014-02-04]. （原始内容存档于2013-10-02）.

## 外部連結
- （英文）—FNH官方網站—FNS-9
- （英文）—FNH USA官方網站—FNS—
- （英文）—FNH Firearms Blog（页面存档备份，存于）
  - FN Announces FNS Compact And Other New Products For 2015（页面存档备份，存于）
  - FNH USA Cutting The MSRP For FNS Pistols（页面存档备份，存于）
  - FNS-9 LS Pistol Featured in Combat Handguns Magazine（页面存档备份，存于）
  - Hickok45 Reviews The FNS-9（页面存档备份，存于）
  - Two Updates RE: FN SCAR-H and FNS-40LS（页面存档备份，存于）
- （英文）—Modern Firearms—FN FNS pistol（页面存档备份，存于）
- （英文）—The Firearm Blog.com—
  - FNS-9 Striker Fire Pistol（页面存档备份，存于）
  - FNS 9 Competition Announced（页面存档备份，存于）
  - FNH FNS-9 Five Inch（页面存档备份，存于）
  - FNH’s new FNS-9, FNS-40, and FNX-45 pistols, and the A5X rifle（页面存档备份，存于）
  - Advantage Tactical Sights for FNS, FNX Pistols（页面存档备份，存于）
  - The Advantage Tactical FNS/FNX Pistols（页面存档备份，存于）
  - FNH FNS-9 Longslide（页面存档备份，存于）
  - FNH USA Cuts MSRP of Black FNS-9 and FNS-40 Pistols（页面存档备份，存于）
  - Custom Competition FNS-9mm（页面存档备份，存于）
  - FNH Releases FNS-9C and FNS-40C（页面存档备份，存于）
  - New From FNH USA at SHOT Show 2015（页面存档备份，存于）
  - FNH FNS 9/40 Compact（页面存档备份，存于）
  - New FNS Compact Holsters From DeSantis（页面存档备份，存于）
  - FNH FNS in FDE（页面存档备份，存于）
  - FN Herstal Belgian Police FNS-9（页面存档备份，存于）
  - FN Anthem: We Are FN & We Are Legendary（页面存档备份，存于）
- （英文）—The Truth About Guns.com—
  - Confirmed: FNS-9 Striker Fire Pistol Headed Stateside（页面存档备份，存于）
  - New FNH FNS-9 Striker-Fired Pistol with 1911 Ergonomics（页面存档备份，存于）
  - New from FN: FNS-9 and FNS-40（页面存档备份，存于）
  - FNS Compact On the Horizon?（页面存档备份，存于）
  - FNS-9 Competition Longslide courtesy TTAG** New from FNH: FNS-9 Competition Longslide（页面存档备份，存于）
  - FNS-9 courtesy ar15.com
  - FNS-9 Contest Entry: What Gun Should I Buy?（页面存档备份，存于）
  - FNS-9 Contest Entry: Iraq – A Laboratory of Gun Control（页面存档备份，存于）
  - Ryan Gets His FNS-9（页面存档备份，存于）
  - Shipping Soon: FNS-40 Longslide（页面存档备份，存于）
  - TTAG Content Contest, Part Deux! Win an FNS-40 Long Slide（页面存档备份，存于）
  - Gun Preview: FNH-USA FNS-9（页面存档备份，存于）
  - 20 Top Concealed Carry Guns
  - Question of the Day: What’s Your Favorite Gun Brand and Why?（页面存档备份，存于）
  - Question of the Day: What’s Your Nightstand Gun?（页面存档备份，存于）
- （英文）—Gunblast.com—
  - SHOT Show 2012 - Day 1（页面存档备份，存于）
  - FNS-9 Striker-Fired 9x19mm Semi-Automatic Pistol from FNH-USA（页面存档备份，存于）
- （英文）—Guns & Ammo.com—First Look: FNH FNS-9 Striker-Fired Pistol（页面存档备份，存于）
- （英文）—Handguns Magazine.com—FNS Compact Review - Handguns（页面存档备份，存于）
- （英文）—Impact Guns.com—
  - FN FNS-40 Black, Night Sights, 14 Round Mag（页面存档备份，存于）
  - FN FNS-40 2 Tone, Night Sights, 14 Round Mag（页面存档备份，存于）
  - FN FNS-9 Black, Night Sights, 17 Round Mag（页面存档备份，存于）
  - FN FNS-9 2 Tone, Night Sights, 17 Round Mag（页面存档备份，存于）
  - FNH FNS-9 9mm 4" 3-Dot Sights, Matte Silver Slide/Black Frame, 17 Round（页面存档备份，存于）
  - FNH FNS-9 9mm 4" Fixed 3-Dot Sights, Matte Black, 17 Round（页面存档备份，存于）
  - FN FNS-40 2 Tone, 14 Round Mag（页面存档备份，存于）
- （英文）—Tactical-Life.com—
  - FN FNS Striker Fired Pistol Armorer（页面存档备份，存于）
  - SHOT SHOW 2012—DAY 2
  - FN FNS-9, FNS-40（页面存档备份，存于）
  - FN FNS-9 Competition（页面存档备份，存于）
  - FNS 9x19mm
  - FNS-9 9mm（页面存档备份，存于）
  - FN FNS Striker Fired Pistol Armorer（页面存档备份，存于）
  - Baltimore County Police Department Adopts FN FNS-40 LS as Duty Pistol（页面存档备份，存于）
  - Combat Handgun’s 25 ‘Can’t Miss’ List For 2014－FNS-9 LONG SLIDE（页面存档备份，存于）
  - Watch FN America’s New Undercover FNS-40C（页面存档备份，存于）
  - 11 Street-Ready Handguns For Law Enforcement（页面存档备份，存于）
  - 11 Top Striker-Fired Pistols For Law Enforcement（页面存档备份，存于）
  - 14 New Compact & Subcompact Handguns For 2015（页面存档备份，存于）
  - FNH USA Releases 500 Limited Edition FNS-9 Striker-Fired Pistols（页面存档备份，存于）
  - LEO Strikers: 11 Compact Striker-Fired Pistols（页面存档备份，存于）
  - 14 Long-Slide Handguns That Pack Maximum Power（页面存档备份，存于）
  - 12 Last-Ditch Backup Pistols For Law Enforcement（页面存档备份，存于）
  - 26 New Mid- To Full-Sized Handguns On the Market（页面存档备份，存于）
  - The 20 Best Guns For Law Enforcement in 2016（页面存档备份，存于）
- （英文）—Personal Defense World.com—
  - Advantage Tactical Sight for FN Pistols（页面存档备份，存于）
  - Preview: FNS-9 Long Slide 9mm（页面存档备份，存于）
  - FNS-40 Long Slide（页面存档备份，存于）
  - 10 New Full Size Handguns for 2014 | Self-Defense, Duty & Competition Pistols（页面存档备份，存于）
  - FN’tastic FNS-40（页面存档备份，存于）
  - FNH USA Unveils Limited Edition Flat Dark Earth FNS Pistol（页面存档备份，存于）
  - 40 Autopistols From CONCEALED CARRY HANDGUNS 2016
  - 25 Compact Carry Handguns For Self-Defense
  - Gun Review: FNH USA’s FNS-9 Longslide Pistol（页面存档备份，存于）
  - 9 Best Compact Pistols From COMBAT HANDGUNS In 2015（页面存档备份，存于）
  - 12 Autopistols From the COMPLETE BOOK OF HANDGUNS 2016 Buyer’s Guide（页面存档备份，存于）
  - 14 Best Double Stack Subcompact Pistols For Deep Concealment（页面存档备份，存于）
  - 25 Proven and Popular Concealed Carry Handguns（页面存档备份，存于）
- （简体中文）—D Boy Gun World（槍炮世界）—FNS系列手枪（页面存档备份，存于）